# Claudio Báez
Claudio Báez (ur. 23 marca 1948 w Meksyku, zm. 19 listopada 2017 w Cuernavaca) – meksykański aktor.
Zmarł 19 listopada 2017 w wieku 69 lat.

## Wybrana filmografia
- 1998: Cristina jako Cristóbal
- 1999: Nigdy cię nie zapomnę jako komendant Patiño
- 1999: Porywy serca jako Luciano Higueras
- 2001: Virginia jako Alirio de Jesús Roldán
- 2004: Serce z kamienia jako Benjamín Gómez
- 2014: Włoska narzeczona jako Máximo Ángeles

## Życie prywatne
Jego żoną była Isaura Espinoza (rozwód) z którą miał dwoje dzieci: Jorge Claudio (ur. 1989) i Maria Claudia (ur. 1990).